# Бато, бато
Бато, Бато је трећи студијски албум Лепе Брене и њеног бенда, Слатког греха. Албум је издат за ПГП РТБ 5. јануара 1984.

## О албуму
Овај албум је означио крај сарадње са њиховим дотадашњим менаџером Милутином Поповићем Захаром и почетак златног периода каријере Лепе Брене, са новим менаџером Раком Ђокићем. Лепа Брена се у сврху промоције новог албума поново опробала у глуми, заједно са Николом Симићем, у филму Нема проблема. Филм и нови албум "Бато, Бато" су доживели невероватан успех. Филм је као најгдледанији те године добио "Оскара популарности". Албум је продат у 1.100.000 примерака, те тиме постао најпродаванији албум икада у историји Југославије. На потписивање албума у Београду је дошло преко 5,000 људи, те је због тога nastala огромна гужва и застој саобраћаја. Захваљујући овом албуму Брена је дошла на прво место најпопуларнијих певача у Југославији, те постала мега звезда у Румунији и Бугарској. У Темишвару, Румунији 10. августа 1985. на Стадиону Дан Палтинишану, наступала је пред 65,000 људи.

## Списак песама
На албуму се налазе следеће песме:
| Бр. | Назив                         | Текст             | Музика              | Аранжман           | Трајање |
| --- | ----------------------------- | ----------------- | ------------------- | ------------------ | ------- |
| 1.  | Бато, Бато                    | Славица Вуковић   | Предраг Вуковић     | Зоран А. Костић    | 02:09   |
| 2.  | Босанац                       | Миша Марковић     | Миша Марковић       | Миша Марковић      | 03:15   |
| 3.  | Шта ти је                     | Руждија Крупа     | Предраг Неговановић | Решад Јахја        | 03:03   |
| 4.  | Чик приђи ако смеш            | Миша Марковић     | Миша Марковић       | Миша Марковић      | 02:35   |
| 5.  | Брани ме, брани               | Руждија Крупа     | Предраг Неговановић | Решад Јахја        | 03:06   |
| 6.  | Волим те све луђе             | Срђан Јовановић   | Миша Мијатовић      | Драган Александрић | 02:45   |
| 7.  | Немој рећи да ме волиш        | Срђан Јовановић   | Мића Ђорђевић       | Мића Ђорђевић      | 02:16   |
| 8.  | Мој је лола звезда рокен рола | Дејан Патаковић   | Мића Ђорђевић       | Мића Ђорђевић      | 03:30   |
| 9.  | Боц, боц                      | С. Стојановић     | Корнелије Ковач     | Корнелије Ковач    | 02:28   |
| 10. | Играј Боро, моје оро          | Радмила Тодоровић | Мића Ђорђевић       | Мића Ђорђевић      | 02:49   |
| 11. | Епидемија љубави              | Т. Тодоровић      | Мића Ђорђевић       | Мића Ђорђевић      | 03:14   |
| 12. | Реците му да га волим         | Миша Марковић     | Миша Марковић       | Миша Марковић      | 03:19   |
| 13. | Дечко ми је школарац          | Т. Тодоровић      | Мића Ђорђевић       | Мића Ђорђевић      | 02:48   |

## Продаја
| Држава          | Највиша позиција на листи | Сертификација  | Продаја    |
| --------------- | ------------------------- | -------------- | ---------- |
| СФР Југославија | 1                         | 7x Дијамантски | 1,100,000+ |

## Информације о албуму
- Дизајн: Иван Ћулум
- Музички инжењер: Петар Гаковић
- Извршни продуцент: Рака Ђокић
- Клавијатура: Лаза Ристовски
- Оркестар: Ансамбол Драгана Александрића, ансамбл Предрага Неговановића, студијски ансамбл Корнелија Ковача и Оркестар Мише Марковића
- Продуцент: Корнелије Ковач, Мића Ђорђевић
- Фото: Иван Мојашевић